# Aplec de la Salut

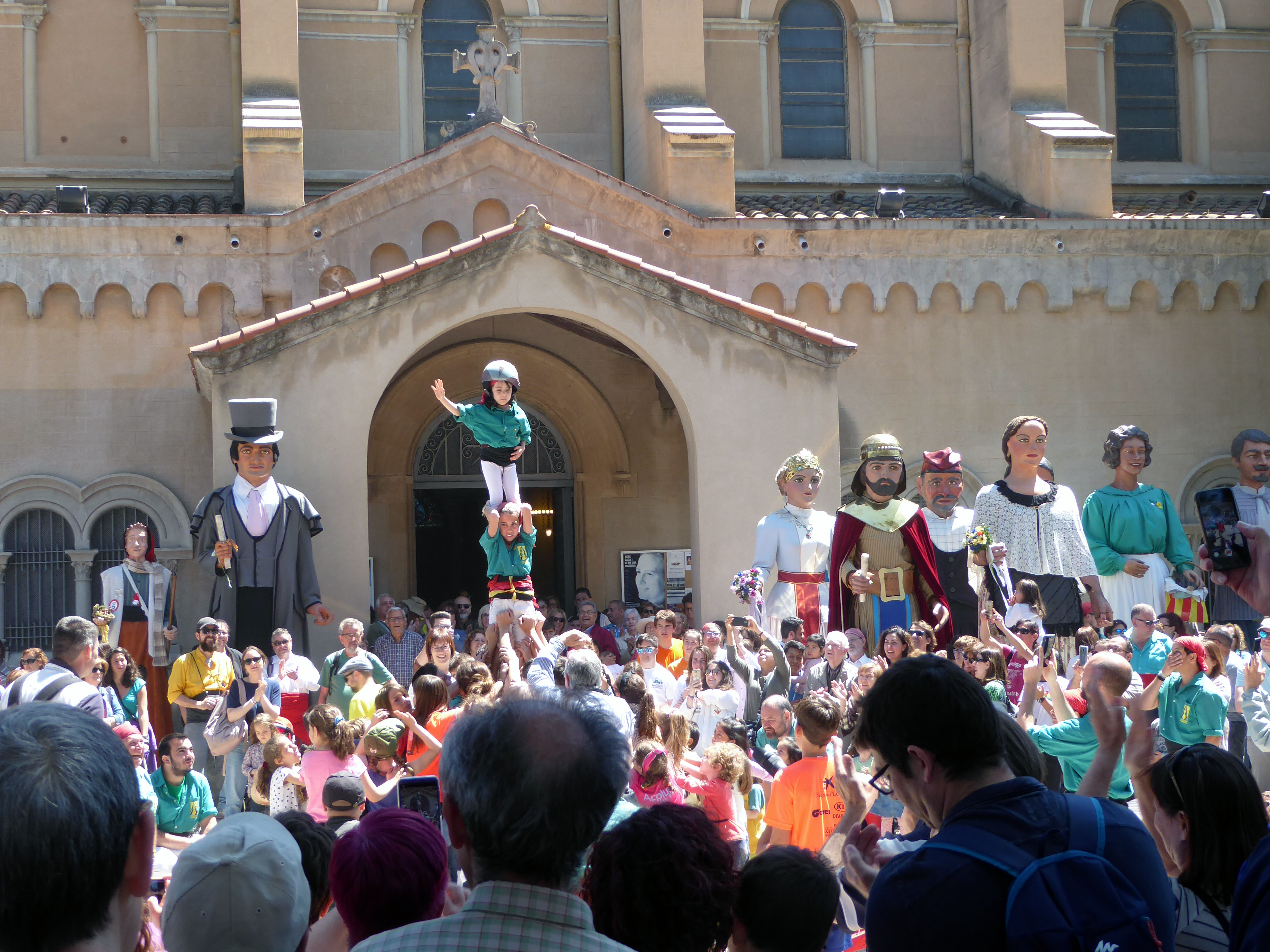
Aplec de la Salut

L'Aplec de la Salut se celebra el primer dilluns després del segon diumenge de maig. És considerada la segona festa major de Sabadell i és una de les manifestacions més antigues de la ciutat, amb més de 300 anys d'història.
El paratge on actualment s'alça el Santuari de la Salut va acollir, durant la baixa edat mitjana, l'ermita de Sant Iscle i Santa Victòria. Les moltes epidèmies de pesta que van assolar Sabadell en el segle xvii van obligar que aquesta ermita es destinés a morberia, era un lloc fora vila on es podien mantenir en observació els possibles afectats o en quarantena els malalts.

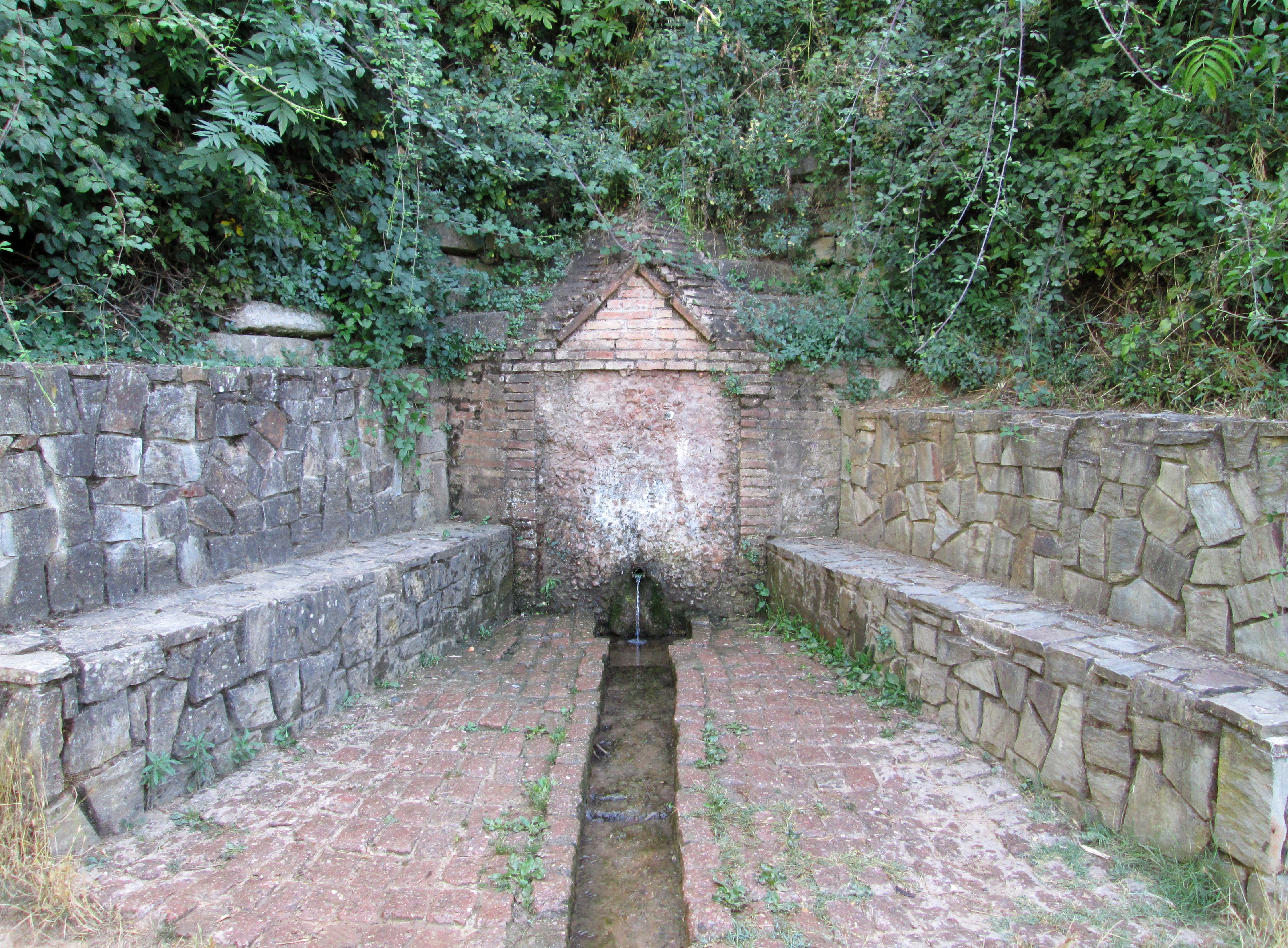
Font de la Salut

En data imprecisa (s'apunta el 1652 com a probable) l'ermità de Sant Iscle va trobar una imatge de la Mare de Déu prop de la font que vessa a la riera de Canyameres i que ben aviat va ser batejada com a Font de la Salut perquè a l'aigua que en brollava se li van atribuir poders curatius. La imatge es va dipositar a l'ermita i es va consolidar una forta pietat envers la Verge de la Salut, a la qual la població s'encomanava per tal que es protegís de la pesta. La devoció mostrada pels vilatans i vilatanes va propiciar que el 1697 el Consell de la Vila prengués l'acord d'instituir una processó per venerar la Mare de Déu de la Salut cada segon diumenge de maig. La processó va evolucionar cap a una celebració anual que va passar a anomenar-se Aplec de la Salut. Es considera que aquell any va començar el culte públic de Sabadell a la Mare de Déu, motiu pel qual el 1997 es va celebrar el 300 aniversari.
A finals del segle xviii, l'aplec era conegut amb el nom de "fontada". Les famílies anaven a peu fins a l'ermita per ballar, jugar i compartir àpats festius. Durant la segona meitat del segle xix, l'aplec va anar agafant més protagonisme dins del calendari festiu de la ciutat, coincidint amb una remodelació de l'indret. L'antiga ermita amenaçava ruïna i el 1872 l'Ajuntament va proposar l'enderrocament i la construcció d'un temple de nova planta. Després de diverses vicissituds (l'edifici erigit el 1879 per l'arquitecte Carles Gauran es va esfondrar), un nou temple va ser bastit en l'enclavament, obra de l'arquitecte Miquel Pascual i Tintorer. El nou santuari es va inaugurar el 1882, encara que sense el campanar (que data del 1907). La imatge de la verge trobada es va col·locar a l'urna de la paret del presbiteri i posteriorment a l'altar, però després va desaparèixer. La que hi ha actualment és la quarta, data del 1946 i és obra de l'escultor Manel Martí i Cabré.